# Prince Said Ibrahim International Airport
Prince Said Ibrahim International Airport (franska: Aéroport international Prince Said Ibrahim) är en flygplats i Komorerna. Den ligger i den nordvästra delen av landet, 19 km norr om huvudstaden Moroni. Prince Said Ibrahim International Airport ligger 28 meter över havet. Den ligger på ön Grande Comore.
Terrängen runt Prince Said Ibrahim International Airport är varierad. Havet är nära Prince Said Ibrahim International Airport västerut. Runt Prince Said Ibrahim International Airport är det tätbefolkat, med 411 invånare per kvadratkilometer. Närmaste större samhälle är Moroni, 18,6 km söder om Prince Said Ibrahim International Airport. Omgivningarna runt Prince Said Ibrahim International Airport är en mosaik av jordbruksmark och naturlig växtlighet.